# 2024-es Formula–1 bahreini nagydíj
A bahreini nagydíj a 2024-es Formula–1 világbajnokság első futama volt, amelyet 2024. február 29. és március 2. között rendeztek meg a Bahrain International Circuit versenypályán, Szahírban, mesterséges fényviszonyok között.

## Választható keverékek
| Abroncs              | Friss | Használt |
| -------------------- | ----- | -------- |
| Kemény keverék (C1)  |       |          |
| Közepes keverék (C2) |       |          |
| Lágy keverék (C3)    |       |          |
| Átmeneti esőgumi (I) |       |          |
| Teljes esőgumi (W)   |       |          |

## Szabadedzések

### Első szabadedzés
A bahreini nagydíj első szabadedzését február 29-én, csütörtökön délután tartották, magyar idő szerint 12:30-tól.
| helyezés | versenyző        | csapat/motor                 | elért idő | különbség | futott kör |
| -------- | ---------------- | ---------------------------- | --------- | --------- | ---------- |
| 1        | Daniel Ricciardo | RB-Honda RBPT                | 1:32,869  | −         | 23         |
| 2        | Lando Norris     | McLaren-Mercedes             | 1:32,901  | +0,032    | 25         |
| 3        | Oscar Piastri    | McLaren-Mercedes             | 1:33,113  | +0,244    | 25         |
| 4        | Cunoda Júki      | RB-Honda RBPT                | 1:33,183  | +0,314    | 24         |
| 5        | Fernando Alonso  | Aston Martin Aramco-Mercedes | 1:33,193  | +0,324    | 20         |
| 6        | Max Verstappen   | Red Bull Racing-Honda RBPT   | 1:33,238  | +0,369    | 21         |
| 7        | George Russell   | Mercedes                     | 1:33,251  | +0,382    | 25         |
| 8        | Charles Leclerc  | Ferrari                      | 1:33.268  | +0,399    | 24         |
| 9        | Lewis Hamilton   | Mercedes                     | 1:33,302  | +0,433    | 22         |
| 10       | Valtteri Bottas  | Kick Sauber-Ferrari          | 1:33,354  | +0,485    | 21         |
| 11       | Carlos Sainz Jr. | Ferrari                      | 1:33,385  | +0,516    | 26         |
| 12       | Sergio Pérez     | Red Bull Racing-Honda RBPT   | 1:33,413  | +0,544    | 24         |
| 13       | Alexander Albon  | Williams-Mercedes            | 1:33,583  | +0,714    | 17         |
| 14       | Lance Stroll     | Aston Martin Aramco-Mercedes | 1:33,868  | +0,999    | 20         |
| 15       | Csou Kuan-jü     | Kick Sauber-Ferrari          | 1:33,923  | +1,054    | 16         |
| 16       | Logan Sargeant   | Williams-Mercedes            | 1:34,213  | +1,344    | 19         |
| 17       | Esteban Ocon     | Alpine-Renault               | 1:34,807  | +1,938    | 21         |
| 18       | Pierre Gasly     | Alpine-Renault               | 1:35,144  | +2,275    | 24         |
| 19       | Kevin Magnussen  | Haas-Ferrari                 | 1:37,477  | +4,608    | 25         |
| 20       | Nico Hülkenberg  | Haas-Ferrari                 | 1:37,938  | +5,069    | 27         |

### Második szabadedzés
A bahreini nagydíj második szabadedzését február 29-én, csütörtökön délután tartották, magyar idő szerint 16:00-tól.
| helyezés | versenyző        | csapat/motor                 | elért idő | különbség | futott kör |
| -------- | ---------------- | ---------------------------- | --------- | --------- | ---------- |
| 1        | Lewis Hamilton   | Mercedes                     | 1:30,374  | −         | 25         |
| 2        | George Russell   | Mercedes                     | 1:30,580  | +0,206    | 23         |
| 3        | Fernando Alonso  | Aston Martin Aramco-Mercedes | 1:30,660  | +0,286    | 22         |
| 4        | Carlos Sainz Jr. | Ferrari                      | 1:30,769  | +0,395    | 25         |
| 5        | Oscar Piastri    | McLaren-Mercedes             | 1:30,784  | +0,410    | 27         |
| 6        | Max Verstappen   | Red Bull Racing-Honda RBPT   | 1:30,851  | +0,477    | 25         |
| 7        | Nico Hülkenberg  | Haas-Ferrari                 | 1:30,884  | +0,510    | 23         |
| 8        | Lance Stroll     | Aston Martin Aramco-Mercedes | 1:30,891  | +0,517    | 26         |
| 9        | Charles Leclerc  | Ferrari                      | 1:31,113  | +0,739    | 26         |
| 10       | Sergio Pérez     | Red Bull Racing-Honda RBPT   | 1:31,115  | +0,741    | 26         |
| 11       | Alexander Albon  | Williams-Mercedes            | 1:31,333  | +0,959    | 26         |
| 12       | Daniel Ricciardo | RB-Honda RBPT                | 1:31,516  | +1,142    | 26         |
| 13       | Logan Sargeant   | Williams-Mercedes            | 1:31,715  | +1,341    | 27         |
| 14       | Kevin Magnussen  | Haas-Ferrari                 | 1:31,764  | +1,390    | 27         |
| 15       | Cunoda Júki      | RB-Honda RBPT                | 1:31,881  | +1,507    | 29         |
| 16       | Pierre Gasly     | Alpine-Renault               | 1:31,951  | +1,577    | 25         |
| 17       | Valtteri Bottas  | Kick Sauber-Ferrari          | 1:32,001  | +1,627    | 24         |
| 18       | Esteban Ocon     | Alpine-Renault               | 1:32,027  | +1,653    | 25         |
| 19       | Csou Kuan-jü     | Kick Sauber-Ferrari          | 1:32,048  | +1,674    | 28         |
| 20       | Lando Norris     | McLaren-Mercedes             | 1:32,608  | +2,234    | 25         |

### Harmadik szabadedzés
A bahreini nagydíj harmadik szabadedzését március 1-jén, pénteken délután tartották, magyar idő szerint 13:30-tól.
| helyezés | versenyző        | csapat/motor                 | elért idő | különbség | futott kör |
| -------- | ---------------- | ---------------------------- | --------- | --------- | ---------- |
| 1        | Carlos Sainz Jr. | Ferrari                      | 1:30,824  | −         | 18         |
| 2        | Fernando Alonso  | Aston Martin Aramco-Mercedes | 1:30,965  | +0,141    | 18         |
| 3        | Max Verstappen   | Red Bull Racing-Honda RBPT   | 1:31,062  | +0,238    | 16         |
| 4        | Charles Leclerc  | Ferrari                      | 1:31,094  | +0,270    | 17         |
| 5        | Lando Norris     | McLaren-Mercedes             | 1:31,118  | +0,294    | 12         |
| 6        | George Russell   | Mercedes                     | 1:31,190  | +0,366    | 12         |
| 7        | Oscar Piastri    | McLaren-Mercedes             | 1:31,210  | +0,386    | 13         |
| 8        | Sergio Pérez     | Red Bull Racing-Honda RBPT   | 1:31,248  | +0,424    | 17         |
| 9        | Nico Hülkenberg  | Haas-Ferrari                 | 1:31,278  | +0,454    | 13         |
| 10       | Lance Stroll     | Aston Martin Aramco-Mercedes | 1:31,396  | +0,572    | 17         |
| 11       | Daniel Ricciardo | RB-Honda RBPT                | 1:31,449  | +0,625    | 13         |
| 12       | Lewis Hamilton   | Mercedes                     | 1:31,452  | +0,628    | 20         |
| 13       | Cunoda Júki      | RB-Honda RBPT                | 1:31,631  | +0,807    | 14         |
| 14       | Kevin Magnussen  | Haas-Ferrari                 | 1:31,671  | +0,847    | 20         |
| 15       | Alexander Albon  | Williams-Mercedes            | 1:31,965  | +1,141    | 17         |
| 16       | Csou Kuan-jü     | Kick Sauber-Ferrari          | 1:32,000  | +1,176    | 17         |
| 17       | Valtteri Bottas  | Kick Sauber-Ferrari          | 1:32,096  | +1,272    | 16         |
| 18       | Esteban Ocon     | Alpine-Renault               | 1:32,124  | +1,300    | 11         |
| 19       | Logan Sargeant   | Williams-Mercedes            | 1:32,125  | +1,301    | 16         |
| 20       | Pierre Gasly     | Alpine-Renault               | 1:32,382  | +1,558    | 14         |

## Időmérő edzés
A bahreini nagydíj időmérő edzését március 1-jén, péntek délután tartották, magyar idő szerint 17:00-tól.
| helyezés              | rajtszám | versenyző        | csapat/motor                 | 1. rész  | 2. rész  | 3. rész  | rajthely | futott kör |
| --------------------- | -------- | ---------------- | ---------------------------- | -------- | -------- | -------- | -------- | ---------- |
| 1                     | 1        | Max Verstappen   | Red Bull Racing-Honda RBPT   | 1:30,031 | 1:29,374 | 1:29,179 | 1        | 17         |
| 2                     | 16       | Charles Leclerc  | Ferrari                      | 1:30,243 | 1:29,165 | 1:29,407 | 2        | 19         |
| 3                     | 63       | George Russell   | Mercedes                     | 1:30,350 | 1:29,922 | 1:29,485 | 3        | 17         |
| 4                     | 55       | Carlos Sainz Jr. | Ferrari                      | 1:29,909 | 1:29,573 | 1:29,507 | 4        | 18         |
| 5                     | 11       | Sergio Pérez     | Red Bull Racing-Honda RBPT   | 1:30,221 | 1:29,932 | 1:29,537 | 5        | 17         |
| 6                     | 14       | Fernando Alonso  | Aston Martin Aramco-Mercedes | 1:30,179 | 1:29,801 | 1:29,542 | 6        | 14         |
| 7                     | 4        | Lando Norris     | McLaren-Mercedes             | 1:30,143 | 1:29,941 | 1:29,614 | 7        | 15         |
| 8                     | 81       | Oscar Piastri    | McLaren-Mercedes             | 1:30,531 | 1:30,122 | 1:29,683 | 8        | 18         |
| 9                     | 44       | Lewis Hamilton   | Mercedes                     | 1:30,451 | 1:29,718 | 1:29,710 | 9        | 18         |
| 10                    | 27       | Nico Hülkenberg  | Haas-Ferrari                 | 1:30,566 | 1:29,851 | 1:30,502 | 10       | 18         |
| 11                    | 22       | Cunoda Júki      | RB-Honda RBPT                | 1:30,481 | 1:30,129 |          | 11       | 12         |
| 12                    | 18       | Lance Stroll     | Aston Martin Aramco-Mercedes | 1:29,965 | 1:30,200 |          | 12       | 12         |
| 13                    | 23       | Alexander Albon  | Williams-Mercedes            | 1:30,397 | 1:30,221 |          | 13       | 12         |
| 14                    | 3        | Daniel Ricciardo | RB-Honda RBPT                | 1:30,562 | 1:30,278 |          | 14       | 12         |
| 15                    | 20       | Kevin Magnussen  | Haas-Ferrari                 | 1:30,646 | 1:30,529 |          | 15       | 12         |
| 16                    | 77       | Valtteri Bottas  | Kick Sauber-Ferrari          | 1:30,756 |          |          | 16       | 6          |
| 17                    | 24       | Csou Kuan-jü     | Kick Sauber-Ferrari          | 1:30,757 |          |          | 17       | 6          |
| 18                    | 6        | Logan Sargeant   | Williams-Mercedes            | 1:30,770 |          |          | 18       | 6          |
| 19                    | 31       | Esteban Ocon     | Alpine-Renault               | 1:30,793 |          |          | 19       | 9          |
| 20                    | 10       | Pierre Gasly     | Alpine-Renault               | 1:30,948 |          |          | 20       | 9          |
| 107%-os idő: 1:36,202 |          |                  |                              |          |          |          |          |            |

## Futam
A bahreini nagydíj futamát március 2-án, szombat délután tartották, magyar idő szerint 16:00-kor.
| helyezés | rajtszám | versenyző        | csapat/motor                 | futott kör | idő/kiesés oka | rajthely | pont  |
| -------- | -------- | ---------------- | ---------------------------- | ---------- | -------------- | -------- | ----- |
| 1        | 1        | Max Verstappen   | Red Bull Racing-Honda RBPT   | 57         | 1:31:44,742    | 1        | 26[a] |
| 2        | 11       | Sergio Pérez     | Red Bull Racing-Honda RBPT   | 57         | +22,457        | 5        | 18    |
| 3        | 55       | Carlos Sainz Jr. | Ferrari                      | 57         | +25,110        | 4        | 15    |
| 4        | 16       | Charles Leclerc  | Ferrari                      | 57         | +39,669        | 2        | 12    |
| 5        | 63       | George Russell   | Mercedes                     | 57         | +46,788        | 3        | 10    |
| 6        | 4        | Lando Norris     | McLaren-Mercedes             | 57         | +48,458        | 7        | 8     |
| 7        | 44       | Lewis Hamilton   | Mercedes                     | 57         | +50.324        | 9        | 6     |
| 8        | 81       | Oscar Piastri    | McLaren-Mercedes             | 57         | +56,082        | 8        | 4     |
| 9        | 14       | Fernando Alonso  | Aston Martin Aramco-Mercedes | 57         | +1:14,887      | 6        | 2     |
| 10       | 18       | Lance Stroll     | Aston Martin Aramco-Mercedes | 57         | +1:33,216      | 12       | 1     |
| 11       | 24       | Csou Kuan-jü     | Kick Sauber-Ferrari          | 56         | +1 kör         | 17       |       |
| 12       | 20       | Kevin Magnussen  | Haas-Ferrari                 | 56         | +1 kör         | 15       |       |
| 13       | 3        | Daniel Ricciardo | RB-Honda RBPT                | 56         | +1 kör         | 14       |       |
| 14       | 22       | Cunoda Júki      | RB-Honda RBPT                | 56         | +2 kör         | 11       |       |
| 15       | 23       | Alexander Albon  | Williams-Mercedes            | 56         | +1 kör         | 13       |       |
| 16       | 27       | Nico Hülkenberg  | Haas-Ferrari                 | 56         | +1 kör         | 10       |       |
| 17       | 31       | Esteban Ocon     | Alpine-Renault               | 56         | +1 kör         | 19       |       |
| 18       | 10       | Pierre Gasly     | Alpine-Renault               | 56         | +1 kör         | 20       |       |
| 19       | 77       | Valtteri Bottas  | Kick Sauber-Ferrari          | 56         | +1 kör         | 16       |       |
| 20       | 2        | Logan Sargeant   | Williams-Mercedes            | 55         | +2 kör         | 18       |       |

Megjegyzések:
- ↑ a:  — Max Verstappen a helyezéséért járó pontok mellett a versenyben futott leggyorsabb körért további 1 pontot szerzett.

## A világbajnokság állása a verseny után
| H   | Versenyzők       | Pont | H   | Konstruktőrök                | Pont |
| --- | ---------------- | ---- | --- | ---------------------------- | ---- |
| 1.  | Max Verstappen   | 26   | 1.  | Red Bull Racing-Honda RBPT   | 44   |
| 2.  | Sergio Pérez     | 18   | 2.  | Ferrari                      | 27   |
| 3.  | Carlos Sainz Jr. | 15   | 3.  | Mercedes                     | 16   |
| 4.  | Charles Leclerc  | 12   | 4.  | McLaren-Mercedes             | 12   |
| 5.  | George Russell   | 10   | 5.  | Aston Martin Aramco-Mercedes | 3    |
| 6.  | Lando Norris     | 8    | 6.  | Kick Sauber-Ferrari          | 0    |
| 7.  | Lewis Hamilton   | 6    | 7.  | Haas-Ferrari                 | 0    |
| 8.  | Oscar Piastri    | 4    | 8.  | RB-Honda RBPT                | 0    |
| 9.  | Fernando Alonso  | 2    | 9.  | Williams-Mercedes            | 0    |
| 10. | Lance Stroll     | 1    | 10. | Alpine-Renault               | 0    |

(A teljes táblázat)

## Statisztikák
- Vezető helyen:
  - Max Verstappen: 57 kör (1–57)
- Max Verstappen 33. pole-pozíciója, 31. versenyben futott leggyorsabb köre és 55. futamgyőzelme, ezzel pedig 12. mesterhármasa, valamint ötödik Grand Chelem-e.[3]
- A Red Bull Racing 114. futamgyőzelme.
- Max Verstappen 99., Sergio Pérez 36., Carlos Sainz Jr. 19. dobogós helyezése.
- A Visa Cash App RB F1 Team és a Stake F1 Team Kick Sauber csapatok első nagydíja ezen a néven a modern érában.